# 御茶膳房
39°55′03″N 116°23′58″E / 39.917571°N 116.399351°E
御茶膳房，位于紫禁城东路、南三所西侧，是清朝掌管宫内备办饮食以及典礼筵宴所用酒席等事务的机构，隶属内务府。

## 历史
清朝，在内务府下设专门机构，管理皇帝、后妃及宫中其他皇室成员等人员的饮食及典礼筵宴等事宜。顺治初年，分别称为“茶房”、“膳房”。乾隆十三年（1748年），茶房、膳房合并为“御茶膳房”，其长官为御茶膳房管理事務大臣，由皇帝在王、大臣中特简。乾隆三十六年（1771年）在御茶膳房下设档案房，管理御茶膳房的题奏本章、文书档案事宜，其中的文书档案包括“膳底档”等等。 
御茶膳房的下属机构有膳房、茶房、肉房、乾肉房，其中膳房、茶房各设有银器库。御茶膳房设总理事务大臣，无定员，下属人员有尚膳正、尚膳副、尚茶正、尚茶副、尚膳、尚茶、主事、笔帖式等。
清雍正二年六月谕膳房：“凡粥饭及肴馔等类，食毕有余者，切不可抛弃沟渠。或与服役下人食之。人不可食者，则哺猫犬。再不可用，则晒干以饲禽鸟。”
故宫大修一期工程按照两个三年计划实施，其中2003年至2005年完成了武英殿等31个项目的修缮改造；2006年至2008年对前三殿、后三宫等23个项目进行修缮。二期工程自2009年至2020年，计划在故宫建成600周年时全面完成。截至2008年，故宫已完成武英殿区建筑、午门正楼、太和门、太和殿、钦安殿、神武门以及前三殿、后三宫等建筑的修缮，并且对故宫东路急需使用的延禧宫库房建筑、戏衣库、御茶膳房及故宫西路的慈宁宫、寿康宫、紫禁城以外的稽查内务府御史衙门开展了维修。同时，依据2005年国家文物局批准的《故宫保护总体规划大纲》，对规划作展览场所使用的建筑物室内进行了展室设置以及设备安装。截至2008年已投入使用的展厅有午门展厅、武英殿展厅、太和门西庑展厅、乾清宫东庑、乾清宫西庑、弘义阁及南庑房展厅等10项，新增加的展厅面积达到17,939平方米。

## 建筑
御茶膳房设在南三所西侧。《内务府册》载，“茶膳房在中和殿东围房内。乾隆十三年，以箭亭东外库改为御茶膳房，门东向，门内迤北，东西黄琉璃瓦房八楹，西南黄琉璃瓦房十有二楹，又南北瓦房九楹。”
御茶膳房下属各机构的地址为：
- 膳房：紫禁城内的膳房众多。景运门外的膳房，称“外膳房”，又称“御茶膳房”。另一座膳房是专为皇帝服务的膳房，位于养心殿正南，称“养心殿御膳房”，又称“大内御膳房”，为一独立院落，院内有一座东西走向的排房，其南侧为南库。此外，在圆明园、颐和园等等御园内，也设有膳房，称“园庭膳房”；在热河、泺河、张三营等行宫设膳房，称“行在御膳房”。[5]紫禁城内还设有膳房库，其位置在熙和门西南，《国朝宫史·卷十一·宫殿一·外朝》载，熙和门“西南隅旧为国史馆，今为膳房库。”
- 茶房：御茶房位于乾清门内东庑。
- 肉房：
- 乾肉房：乾肉库设在西华门内的御书处以东。[6]